# Ftaláty

Obecná chemická struktura ftalátů. R a R′ = C_{n}H_{2n+1}; n = 4–15

Ftaláty jsou estery kyseliny ftalové.

## Využití
Představují skupinu látek používanou jako změkčovadla v průmyslu výroby plastů. Příkladem může být přeměna PVC z tuhého plastu do jeho měkčené formy. Jedná se o dialkyl- nebo alkylarylestery 1,2-benzendikarboxylové kyseliny, označení ftaláty je odvozeno od triviálního názvu pro tuto kyselinu, kyseliny ftalové. Podstata jejich přídavku do plastů spočívá v navození takových podmínek, které umožňují „klouzat“ po sobě dlouhým polyvinylovým molekulám.[zdroj⁠?!] Vykazují malou rozpustnost ve vodě, naopak velmi snadnou v nepolárních rozpouštědlech (oleje) a slabou těkavost.[zdroj⁠?!] Příspěvek karboxylové kyseliny ke zvýšení polarity je zřetelný pouze u analogů ftalátů s krátkými uhlovodíkovými řetězci, nejčastěji dodané alkoholy s 3–6 atomy uhlíku v rámci procesu esterifikace.
Používají se nadále např. jako přísada PVC při výrobě syntetického linolea.

## Potenciální zdroje a způsob vstřebávání ftalátů
Mechanismus vstřebávání ftalátů:

Ftaláty se nejčastěji používají jako změkčovadlo v PVC

- Vdechováním: Ftaláty představují 30% až 51% hmotnostní podíl PVC. Jelikož ftaláty nejsou v PVC pevně vázány, uvolňují se do ovzduší. Následně jsou vdechovány a plícemi se dostávají do krve.[zdroj⁠?!] Příklady kontaminace: holínky, pláštěnky, plastové ubrusy, často takzvaně gelové erotické pomůcky, podlahové krytiny, interiéry některých automobilů.
- Sliznicí: Přímým kontaktem se sliznicí jsou ftaláty přenášeny opět rovnou do krve, což může být rozhodující právě u takzvaně gelových erotických pomůcek, anebo u některých zdravotnických pomůcek.
- Potravou: Většinou se týká potravin balených do PVC (například výrobek Termix od jednoho z malých českých výrobců – viz spodní strana obalu – značka 03 PVC), nebo zahradních hadic které jsou vyrobeny z PVC. Vodovodní roury a hadice hojně využívané v zemědělství jsou také často z PVC.[zdroj⁠?!]

### Návrh řešení
Omezení používání ftalátů by se nemělo vztahovat jen na úzkou skupinu osob, jako je to nyní (těhotné ženy, kojící matky a děti). Ftaláty by měly být zakázány univerzálně[ve zdroji nenalezeno], protože kolují potravním řetězcem od plodin dále přes domácí zvířectvo až ke člověku. Člověkem jsou dále vylučovány do odpadních vod a koloběh pokračuje. A v čem tkví nebezpečí erotických pomůcek? Odpovědí budiž vysoké hodnoty ftalátů naměřené v mateřském mléce ve všech vyspělých zemích za poslední dekádu.

### Zdroje vystavení ftalátům
V současné době bylo v Česku prokázáno, že zdravotnické pomůcky – měkčené hadičky využívané při hemodialýze nebo peritoneální dialýze, intravenózní a transfuzní sety apod. – nejsou zdrojem ftalátů. Nejpravděpodobnějším zdrojem mohou být některé kosmetické přípravky.
V druhé řadě jsou to vybrané erotické pomůcky (několik vybraných: Sex Talent Double Dong, Dolphin Duo Dong – dvojitý delfínek, Dildo double 30 cm candy, Crystal Duo, erotické fetish prádlo a pláštěnky, vibrátory Olda Polda, GULIANO, a další.) Nebezpečí tohoto zdroje tkví v rozsahu a rozšíření jejich používání.

### Negativní účinky na organismus
Ftaláty jak u dospělých, tak i u dětí bez výjimky ohrožují funkce ledvin a jater, zvyšují riziko vzniku alergií, či astmatu.
Snižují produkci mužského hormonu testosteronu a počet spermií. Dále u dospívajících způsobují atrofii mužských reprodukčních orgánů (varlat), čímž přímo narušují plodnost.
Nejrozšířenější z ftalátů je DEHP (di-2-etylhexyl ftalát), který je považován za reprodukčně a vývojově toxickou látku. Zvláště vysokým dávkám DEHP mohou být vystaveny děti na novorozeneckých jednotkách intenzivní péče. DEHP zbůsobují značný počet úmrtí přes srdeční choroby.

## Degradace v organismu
Probíhá pouze v rámci konjugace, nikoliv například oxidací apod.

## Regulace
Vzhledem ke zdravotním rizikům bylo v některých případech omezeno používání těch nejrizikovějších, např. při výrobě hraček, výrobků pro děti či kosmetiky. Jde o tyto sloučeniny: diisononyl-ftalát (DINP), di-n-oktyl-ftalát (DNOP), diisodecyl-ftalát (DIDP), butyl-benzyl-ftalát (BBP), dibutyl-ftalát (DBP), bis(2-ethylhexyl)-ftalát (DEHP).[zdroj⁠?!]